# Rick Jones (apresentador de televisão)
Frederick Joseph Jones (7 de fevereiro de 1937 - 7 de outubro de 2021) foi um apresentador de televisão canadense e cantor de música folk, mais conhecido por seu trabalho nos programas infantis da BBC Play School e Fingerbobs durante os anos 1970.

## Carreira e vida
Jones nasceu em 7 de fevereiro de 1937, em London, Ontário, Canadá. Ele se mudou para o Reino Unido aos 18 anos para estudar na Escola de Canto e Arte Dramática Webber Douglas . Iniciou sua carreira na televisão como um dos co-apresentadores originais do Play School, um programa diário para crianças, no qual tocava violão e cantava. Em 1972, tornou-se apresentador principal de Fingerbobs, outro espetáculo para crianças mais novas, no qual ele criava personagens de fantoche de dedo, feito de papel. Ele também escreveu e apresentou o tema em inglês para a série de TV francesa The Aeronauts .
Ele foi um dos vários artistas que se revezaram para apresentar We Want To Sing, uma série musical de variedades feitas pela BBC Manchester, na qual uma plateia de jovens (ao vivo) era convidada para cantar junto com o apresentador e vários convidados, como The New Seekers, The Settlers e o trio de cabaré The New Faces. Outros programas de TV da BBC em que apareceu incluem Watch and Play Away .
Posteriormente, Jones teve sucesso como músico (teclados / vocais) à frente da banda britânica de country rock, Meal Ticket . Músicas com ele incluem "Snow", "Last Port of Call" e "Laughing Daughter". A canção "Better Believe it Babe" foi tema do episódio da BBC Play for Today, The Flipside of Dominick Hide (1980), e de sua sequência, Another Flip for Dominick (1982). Depois que o Meal Ticket acabou, Jones escreveu e apareceu no musical Flash Fearless vs. As mulheres Zorg em Los Angeles . Em 2001, ele se reuniu com o Meal Ticket para um show único em um pub de Londres.
Jones ao final, morou em San Francisco, Estados Unidos, com sua esposa, Valerie. Em colaboração com Roger Penycate, ele escreveu um musical de palco baseado nas canções e letras de Meal Ticket (originalmente escrito por Rick Jones e Dave Pierce) intitulado Laughing Daughter . O qual teve uma exibição de três semanas no Indian Head Center for the Arts, Southern Maryland, Estados Unidos, a partir de 3 de setembro de 2009.

## Doença e morte
Ele morreu de câncer esofágico em 7 de outubro de 2021 aos 84 anos. Ele morreu cercado por sua esposa e filhas.